# 小浜温泉エネルギー
一般社団法人小浜温泉エネルギー（おばまおんせんエネルギー）は、長崎県雲仙市小浜町にある地元主導で小浜温泉の未利用温泉水を有効活用する取り組みをおこなう一般社団法人である。
小浜温泉では日量1万5千トンが湧出するが、その70%の温泉水または熱が未利用のまま海に捨てられている。

## 小浜温泉バイナリー発電所
2013年4月7日から2014年3月31日まで株式会社エディットにより小浜温泉バイナリー発電所が運営されている。小浜温泉エネルギーも温泉事業者などとの協議など間接的に関与している。